# Glugea
Glugea (лат.) — род микроспоридий из семейства Glugeidae, паразитирующих преимущественно в организме рыб и вызывающих глюгеоз. Включает свыше 20 видов.
Некоторые виды служат причиной выбраковки рыбы, так как наличие в её мышцах или полости тела большого количества заметных невооружённым глазом ксеном ухудшает товарные качества рыбы. Массовое заражение рыб этими паразитами может стать причиной летального исхода, особенно у молоди.